# Pamphilos (Gemmenschneider)

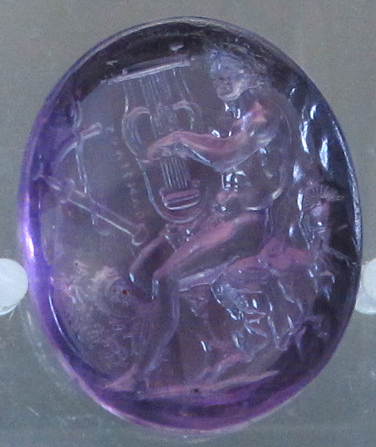
Intaglio mit musizierendem Achilleus

Pamphilos (altgriechisch Πάμφιλος)  war ein griechischer Gemmenschneider, der um 50 v. Chr. tätig war.
Er ist bekannt durch seine Signatur (ΠΑΜΦΙΛΟΥ) auf einem Intaglio aus Amethyst, auf dem der Heros Achilleus beim Musizieren mit der Lyra dargestellt wird. Achilleus sitzt dabei auf einem Fels und ist von Waffen umgeben. Es handelt sich hierbei um ein gängiges Motiv, das von Pamphilos jedoch in herausragender Weise auf einer Gemme umgesetzt wurde. Der Stein befindet sich in der Sammlung des Cabinet des Médailles in Paris.

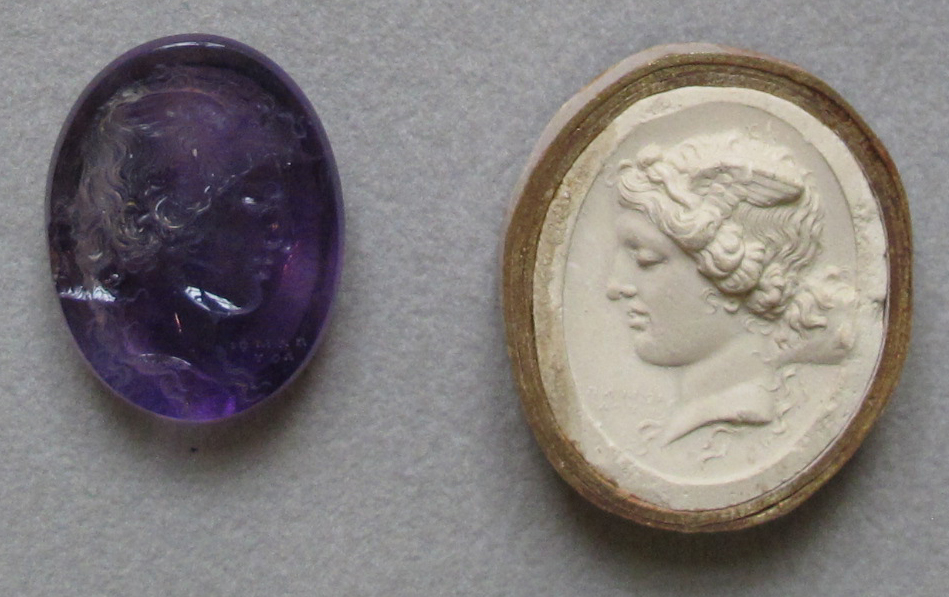
Intaglio mit dem Kopf der Medusa, möglicherweise neuzeitlich

Es sind eine Reihe weiterer Gemmen mit der Signatur des Pamphilos bekannt, die sich jedoch alle als neuzeitliche Fälschungen erwiesen. Lediglich bei einem ebenfalls im Cabinet des Médailles aufbewahrten Amethyst mit dem Kopf der Medusa ist nicht geklärt, ob es sich um ein Werk des Pamphilos oder um eine neuzeitliche Arbeit handelt.
Stilistisch steht Pamphilos dem zur gleichen Zeit wirkenden Gemmenschneider Apollonios nahe.